# Agonés
Agonés (en francès Agonès) és un municipi occità en el Llenguadoc al departament de l'Erau, a la regió d'Occitània.

## Geografia

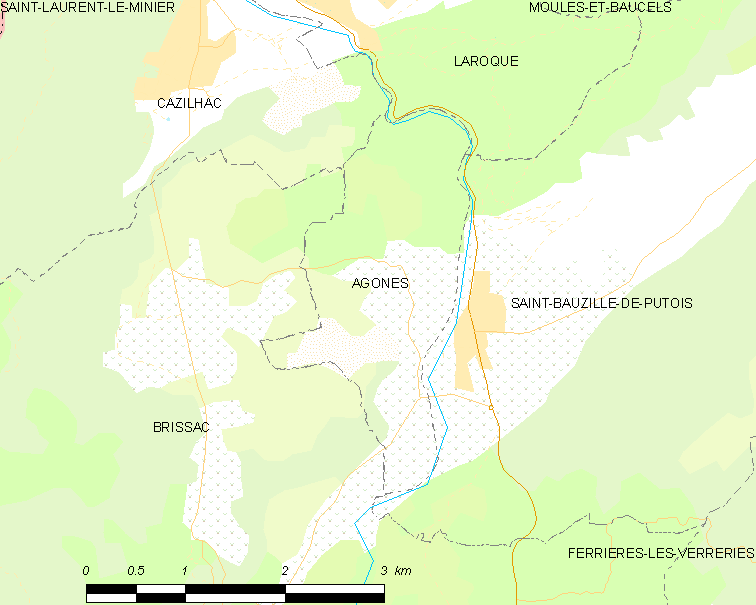
Mapa de la comuna de Agonés

## Demografia

Població 1962-2008